# Аттерт
Аттерт (люкс. Atert, фр. Attert, нем. Attert) — река, протекающая по Бельгии и Люксембургу. Длина реки составляет около 38 км, из которых 30,5 км на территории Люксембурга. Площадь бассейна около 299 км².
Она берет своё начало к северо-западу от Арлона. Впадает в реку Альзет около Кольмар-Берга. Является левым притоком данной реки. Имеет ряд небольших притоков.
Аттерт и его многочисленные притоки составляют важную экосистему местного региона, состоящую из рек, водно-болотных угодий, аллювиальных ольховых рощ. С 1994 года в Бельгии был организован Природный парк долины Аттерт площадью 7095 га, созданный с целью сохранения природного наследия (32 % территории парка занято лесами), самобытного сельского уклада и развития агро- и экотуризма.